# Demonstracje w Gruzji (2009)
Demonstracje w Gruzji w 2009 roku – seria zapoczątkowanych 9 kwietnia 2009 masowych demonstracji, wieców i akcji protestacyjnych, pod przewodnictwem opozycyjnych partii politycznych przeciw rządom prezydenta Micheila Saakaszwilego.
Opozycja zarzucała prezydentowi prowadzenie nieudolnej polityki wewnętrznej, prześladowanie przeciwników politycznych i ograniczanie wolności mediów, a także obarczała go winą za porażkę w wojnie w Osetii Południowej. Głównym postulatem demonstrantów była rezygnacja prezydenta i przeprowadzenie nowych wyborów. W kwietniowych demonstracjach uczestniczyło po kilkadziesiąt tysięcy osób. Demonstranci protestowali pod najważniejszymi budynkami w stolicy i blokowali główne ulice Tbilisi. W maju 2009 doszło do pierwszych starć protestujących z policją oraz odbyły się pierwsze rozmowy opozycji z prezydentem.

## Geneza
27 marca 2009 dwanaście opozycyjnych partii politycznych opublikowało Manifest Jedności, w którym porozumiały się w sprawie zorganizowania wspólnej demonstracji, wzywającej prezydenta Saakaszwilego do ustąpienia z urzędu. Sygnatariuszami manifestu były: Sojusz Wolności (grupujący Ruch Wolności, Partię Kobiet na rzecz Sprawiedliwości i Równości, Związek Gruzińskich Tradycjonalistów i Partię Przyszłości), Konserwatywna Partia Gruzji, Demokratyczny Ruch-Zjednoczona Gruzja na czele z Nino Burdżanadze,
Droga Gruzji na czele z Salome Zurabiszwili, Partia Industrialna, Ruch na rzecz Zjednoczonej Gruzji na czele z Iraklim Okruaszwili, Partia Ludowa oraz Sojusz dla Gruzji (grupujący Partię Nowej Prawicy na czele z Dawitem Gamkrelidze, Partię Republikańską na czele z Dawitem Usupaszwili oraz Iraklego Ałasanię). Dokument podpisał również były kandydat opozycji w wyborach przydydenckich, Lewan Gaczecziładze.
Opozycja wyznaczyła termin manifestacji na dzień 9 kwietnia 2009, co było symboliczną datą, z powodu przypadającej 20. rocznicy stłumienia przez Armię Czerwoną proniepodległościowego wystąpienia w Tbilisi w 1989. W wyniku działań wojska zginęło wówczas 20 osób.

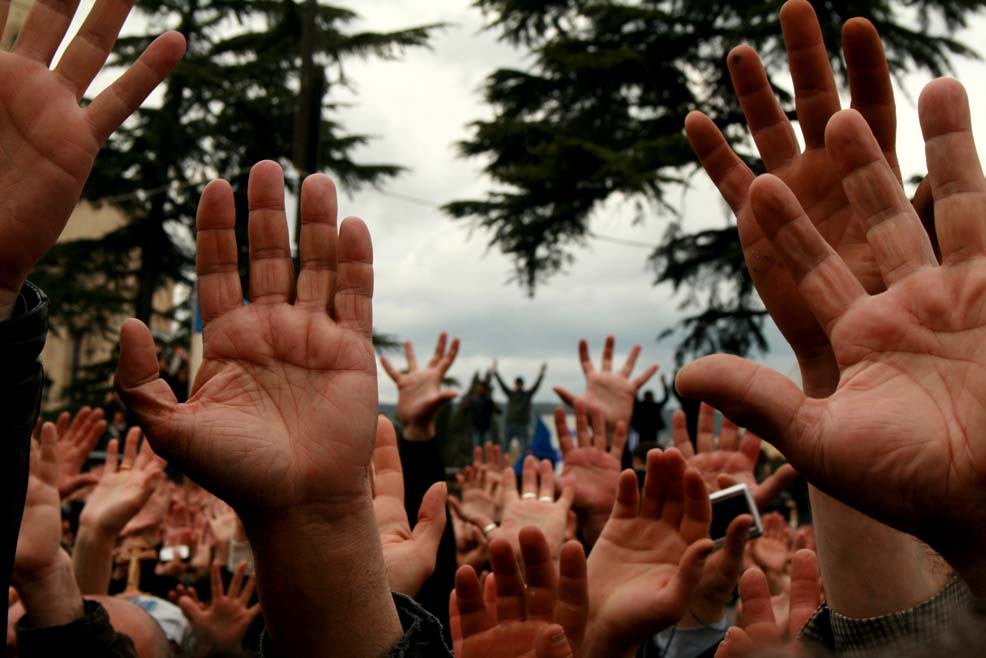
Protestujący podnoszą ręce na znak, że nie mają broni

Siły opozycyjne domagały się ustąpienia z urzędu przez prezydenta Micheila Saakaszwilego. Głównym zarzutem, skierowanym pod jego adresem było sprzeniewierzenie się ideałom rewolucji róż i nieodpowiednie działanie w czasie wojny w Osetii Południowej w sierpniu 2008, która rezultacie doprowadziła do całkowitej utraty kontroli nad zbuntowanymi regionami Osetii Południowej i Abchazji oraz ogłoszenia przez nie niepodległości, uznanej przez Rosję. Opozycja zarzucała prezydentowi również prześladowania przeciwników politycznych, kontrolowanie mediów oraz nieradzenie sobie z przeprowadzaniem koniecznych reform, odbudową kraju po wojnie oraz walką z biedą i korupcją. Saakaszwilego, który został po raz drugi wybrany prezydentem w styczniu 2008, popierała jednakże większość społeczeństwa. Według jednego z sondaży z marca 2009, za jego odejściem było 28% respondentów, podczas gdy poparcie dla jego osoby wyrażało 51% badanych.
8 kwietnia 2009 proopozycyjna stacja telewizyjna Maestro TV nadała krótki materiał, informujący społeczeństwo o organizacji demonstracji. Miała się ona rozpocząć w trzech miejscach stolicy, na Skwerze Avlabari, przy Państwowym Uniwersytecie Tbilisi oraz przy siedzibie państwowej telewizji. Wszystkie trzy grupy miały następnie połączyć się pod budynkiem Parlamentu Gruzji przy Alei Rustawelego.
Jeszcze przed samą demonstracją, rankiem 9 kwietnia 2009, doszło do niepokojącego incydentu. Demokratyczny Ruch-Zjednoczona Gruzja ogłosił, że 60 jego działaczy zostało aresztowanych w nocy przez policję, czemu służby państwowe stanowczo zaprzeczyły.

## Przebieg demonstracji

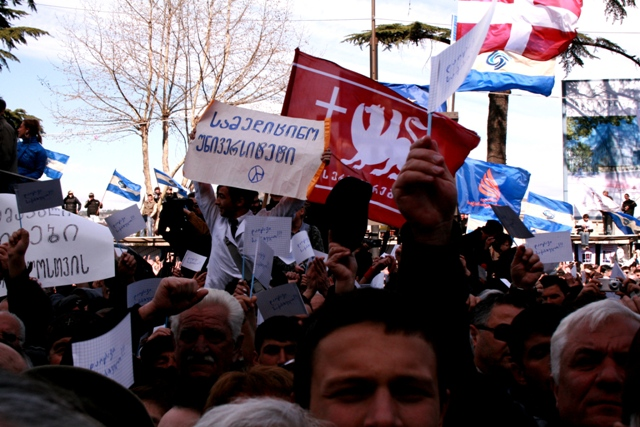
Demonstranci przed budynkiem parlamentu, 10 kwietnia 2009

### Kwiecień
9 kwietnia 2009 uczestnicy demonstracji, zgodnie z planem, zgromadzili się przed budynkiem parlamentu, domagając się ustąpienia prezydenta. Dali mu na to czas do godziny 11.00 dnia następnego. W proteście wzięło udział, wedle różnych szacunków od 60 do 120 tysięcy osób. Część protestantów pozostała pod parlamentem przez noc, a w nocy zablokowała główną ulicę Tbilisi, Aleję Rustawelego.
Kolejnego dnia, 10 kwietnia 2009, w demonstracjach wzięło udział około 20 tysięcy uczestników. Demonstranci spod parlamentu przemaszerowali pod budynek urzędu prezydenta i państwowej telewizji. Opozycja ogłosiła początek "akcji obywatelskiego nieposłuszeństwa", która miała polegać m.in. na blokadzie dróg. Zapowiedziano, że ulice prowadzące do urzędu prezydenta będą blokowane codziennie w godzinach od 15.00 do 21.00. Część demonstrantów przyniosła pod jego siedzibę marchew i kapustę, co jak wyjaśniali miało być "króliczym jedzeniem" dla "tchórzliwego" szefa państwa. Prezydent Saakaszwili, w odpowiedzi na protesty oznajmił, że jest gotowy do dialogu z opozycją na temat "wzmocnienia instytucji demokratycznych". Odrzucił jednak żądania swojej rezygnacji. Stwierdził, że "słuchał już różnych ultimatów w każdym miesiącu ostatnich pięciu lat, a jego kadencja upłynie dopiero w 2013".
W trzecim dniu protestu, 11 kwietnia 2009, opozycja kontynuowała swoje działania. Demonstranci zablokowali drogi, prowadzące do urzędu prezydenta i telewizji państwowej oraz ponownie zorganizowali wiec przed parlamentem.
13 kwietnia 2009 w protestach wzięło udział ponownie 20 tysięcy osób. Zablokowali oni Aleję Rustawelego i spod parlamentu przemaszerowali pod siedzibę prezydenta. Opozycja utworzyła tam "miasteczko namiotowe". W rozstawionych namiotach, nazywanych celami, działacze opozycyjni protestowali przeciw represyjnej polityce rządu. Opozycja wyraziła gotowość do rozmów z prezydentem, podkreślając jednocześnie że jedynym sposobem rozwiązania konfliktu są nowe wybory prezydenckie.
Demonstracje, z różnych natężeniem, były kontynuowane przez cały kwiecień. W nocy 24 kwietnia 2009 przed jedną z restauracji, w której przebywał prezydent Saakaszwili, doszło do starcia manifestantów z policją.

### Maj

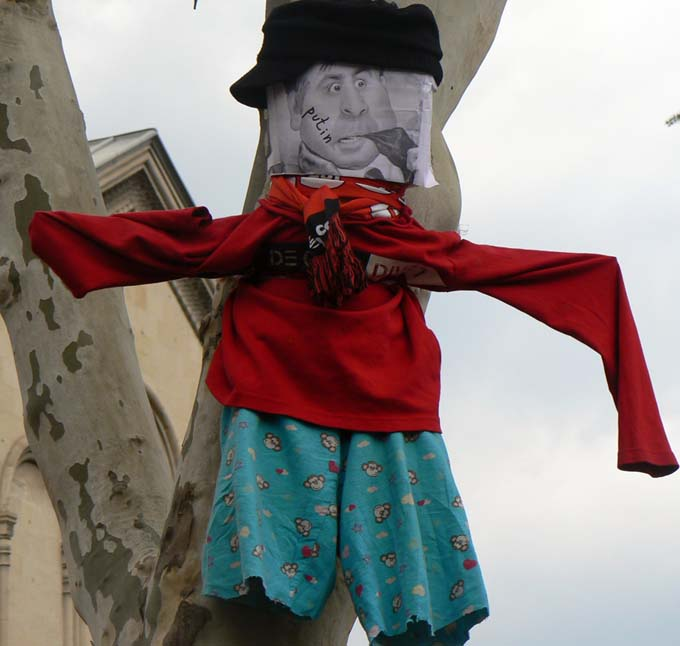
Kukła z podobizną prezydenta Micheila Saakaszwilego

4 maja 2009 przywódcy opozycji zapowiedzieli intensyfikację protestów i zablokowanie w dniu następnym trzech głównych dróg prowadzących do Tbilisi. Do blokady dróg jednak nie doszło, gdyż 5 maja 2009 w bazie wojskowej w Muchrowani, położonej niedaleko na zachód od stolicy, doszło do buntu gruzińskich oddziałów wojskowych. Po kilku godzinach zbuntowane jednostki zostały spacyfikowane przez wojsko, jednakże opozycja odwołała swój protest. Część działaczy opozycyjnych zarzuciła rządowi mistyfikację buntu w celu odwrócenia uwagi od sytuacji w kraju i wprowadzenia stanu wyjątkowego. Prezydent natomiast, za wywołanie buntu oskarżył odpowiedzialnością Rosję, z czego jednak po kilku dniach się wycofał.
6 maja 2009 w Tbilisi doszło do pierwszych aktów przemocy od czasu rozpoczęcia protestów. Kilkudziesięciu demonstrantów wdało się w walki z policją przed budynkiem jej głównej siedziby. W wyniku starcia, rannych zostało 22 cywilów i 6 policjantów. Protestanci próbowali dostać się do środka budynku, gdyż domagali się uwolnienia trojga współtowarzyszy, uwięzionych pod zarzutem pobicia funkcjonariuszy policji.
W maju obie strony podjęły po raz pierwszy próbę rozwiązania konfliktu na drodze porozumienia. 11 maja 2009 odbyły się pierwsze rozmowy prezydenta Saakaszwilego z opozycją. Opozycję reprezentował Irakli Ałasania, Lewan Gaczecziładze, Salome Zurabiszwili oraz Kaka Szartawa. Rozmowy nie zakończyły się jednak żadnym przełomem. Opozycja oświadczyła, że jej poglądy i punkt widzenia są zupełnie odmienne od prezydenckich, dodając że nie zamierza rezygnować z dalszych protestów. Obie strony przyznały jednakże, że rozmowy są "krokiem naprzód" i zapowiedziały kontynuowanie dialogu.
26 maja 2009 ponad 50 tysięcy osób zebrało się na manifestacji zorganizowanej przez opozycję na stołecznym stadionie sportowym Dinamo Tbilisi w Dzień Święta Niepodległości. Zebrani odśpiewali hymn narodowy, wysłuchali przemówień liderów opozycji i specjalnego koncertu. Nino Burdżanadze stwierdziła, że opozycja "nie posunie się ani o krok do tyłu", a "wszystkim czego żąda jest rezygnacja prezydenta". Po koncercie tłum ruszył pod Kościół św. Trójcy, a następnie pod budynek parlamentu, by kontynuować protest. Część demonstrantów udała się na dworzec kolejowy, gdzie przez 3 godziny blokowała ruch pociągów. Z powodu demonstracji władze odwołały coroczną zwyczajową paradę wojskową ulicami miasta.
W maju 2009 miejscowy oddział Human Rights Watch przesłał list do gruzińskiego ministra spraw wewnętrznych i ministra sprawiedliwości, w którym wyraził zaniepokojenie przypadkami brutalnych pobić uczestników demonstracji. Opierając się na zeznaniach świadków i materiale filmowym, HRW stwierdzało, że ataki odbywały się według jednego schematu. Do demonstrantów, powracających zazwyczaj z miejsca protestów, podjeżdżał nieoznakowany samochód, z którego wysiadali zamaskowani napastnicy, którzy następnie bili swoje ofiary kijami i policyjnymi pałkami. W odpowiedzi rząd stwierdził, że wszczął i będzie prowadził dochodzenie w każdych z takich spraw oddzielnie. Natomiast przewodniczący parlamentarnej Komisji Spraw Zagranicznych, stwierdził, że liczba aktów przemocy zmniejszyła się dzięki zwiększeniu patroli policyjnych w miejscach demonstracji.
W nocy 28 maja 2009 w Gruzji po raz drugi doszło wybuchu aktów przemocy. W wyniku bójek demonstrantów ze służbami bezpieczeństwa przed budynkiem parlamentu obrażenia odniosło ośmiu policjantów i kilkunastu protestujących. Opozycja zarzuciła funkcjonariuszom policji ubranym po cywilnemu wtargnięcie na demonstrację i pobicie jej uczestników. Wcześniej w tym samym dniu, po raz pierwszy na temat protestów wypowiedział się Gruziński Kościół Prawosławny. Wezwał on rząd do rozpisania wcześniejszych wyborów lub podjęcia negocjacji z opozycją.

### Czerwiec
12 czerwca 2009 demonstranci obrzucili kamieniami i butelkami przewodniczącego parlamentu Dawita Bakradze. 15 czerwca 2009 zamaskowani funkcjonariusze służb bezpieczeństwa brutalnie rozpędzili pokojową demonstrację przed budynkiem policji. Protestujący domagali się uwolnienia sześciu zatrzymanych działaczy opozycji. Policja pobiła kilkudziesięciu uczestników protestu oraz zarekwirowała materiały nagraniowe reporterom. Ministerstwo Spraw Wewnętrznych w wygłoszonym oświadczeniu oznajmiło, że protestujący utrudniali ruch uliczny oraz nie chcieli odblokować wejścia do siedziby policji. Według MSW zatrzymanych zostało 39 osób. Tego samego dnia uzbrojeni w noże mężczyźni zniszczyli namioty opozycji przed budynkiem parlamentu.

## Reakcje międzynarodowe
- UE – Unia Europejska zaapelowała do gruzińskiej opozycji o podjęcie dialogu z władzą, a gruziński rząd wezwała do zajęcia się zarzutami opozycji, w celu uniknięcia „osłabiającego” kryzysu[13].
- NATO – NATO wezwało gruziński rząd i opozycję do podjęcia dialogu, zaapelowało o zapewnienie w kraju wolności mediów i zgromadzeń oraz o niestosowanie przemocy wobec demonstrujących[19].